# Pariser Friedenskonferenz 1919

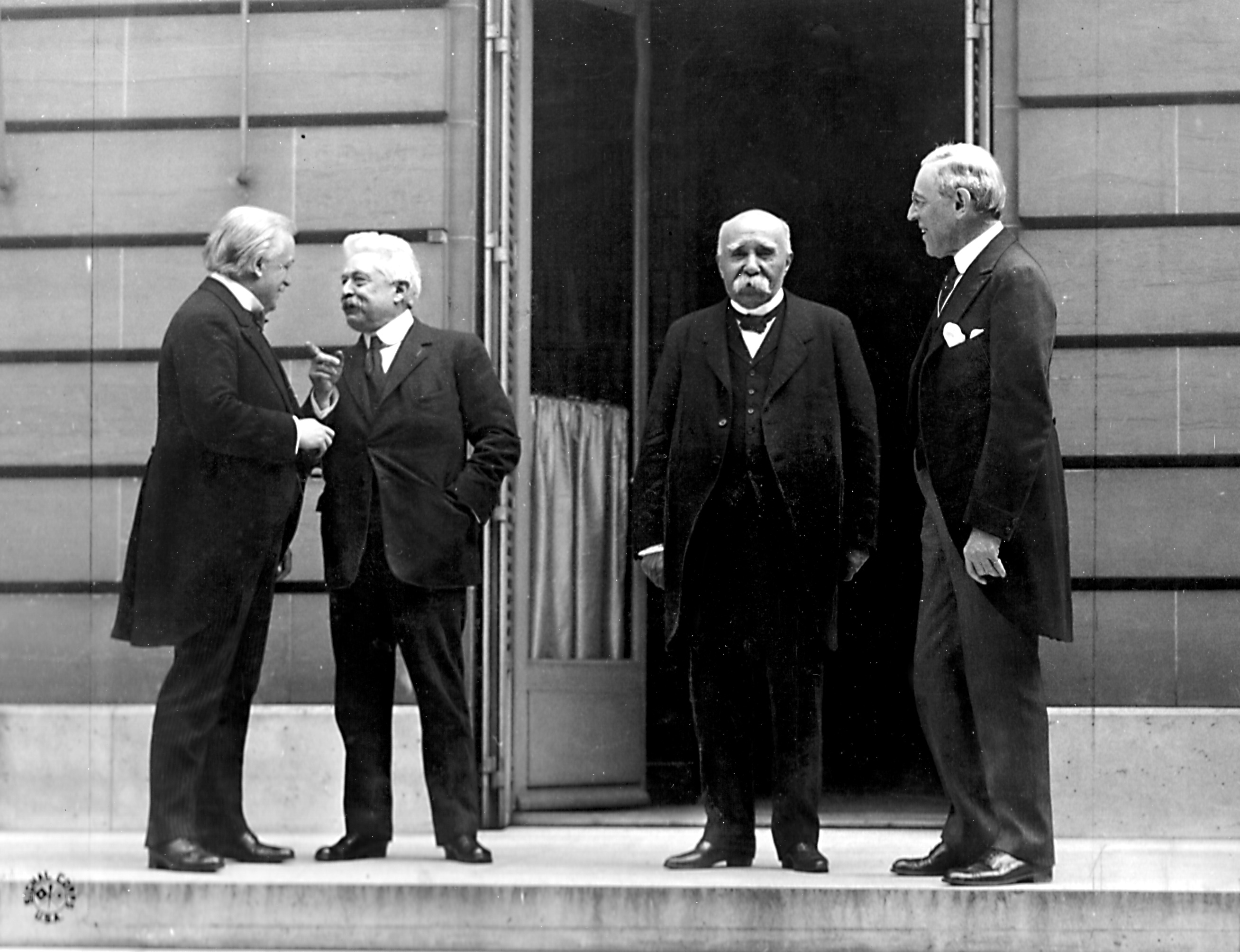
Die „Großen Vier“ (von links): David Lloyd George, Vittorio Emanuele Orlando, Georges Clemenceau und Woodrow Wilson bei den Verhandlungen in Versailles.

Die Pariser Friedenskonferenz fand vom 18. Januar 1919 bis zum 21. Januar 1920 zwischen den Siegern des Ersten Weltkriegs unter Ausschluss der Besiegten statt. Sie hatte das Ziel, einen Friedensvertrag mit Deutschland und seinen Verbündeten zu erarbeiten. Ihr Ergebnis waren die Pariser Vorortverträge, darunter auch der Friedensvertrag von Versailles.

## Verlauf

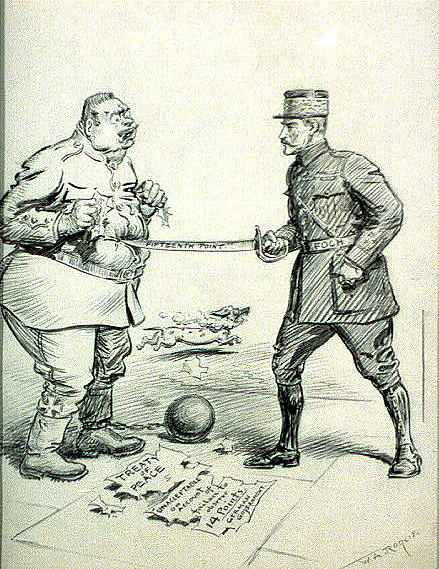
Amerikanische Karikatur zur militärischen Drohkulisse gegen Deutschland: Weil Wilsons 14-Punkte-Plan angeblich nicht eingehalten wird, fügt Marschall Foch als 15. Punkt seine Säbelspitze hinzu.

Die Kampfhandlungen Österreich-Ungarns mit Italien waren bereits am 3. November 1918 in Villa Giusti und die Deutschlands mit Frankreich und Großbritannien am 11. November 1918 bei Compiègne mit Waffenstillständen beendet worden, die den Unterlegenen eine erfolgversprechende Wiederaufnahme des Kampfes unmöglich gemacht hatten.
In der Diskussion meist verwischt, aber bedeutsam, ist die Unterscheidung zwischen einer interalliierten Vorkonferenz und den eigentlichen Friedensverhandlungen. Die interalliierte Vorkonferenz legte unter Ausschluss der deutschen Delegation ab Januar 1919 die Friedensbedingungen fest. Danach führten im Mai 1919 die Siegermächte zeitlich gestaffelt mit den Mittelmächten bzw. den Nachfolgestaaten der Habsburgermonarchie die Friedensverhandlungen, wobei die Verhandlungen mit den ehemaligen Feindstaaten bzw. deren Nachfolgestaaten nur kurz dauerten und großteils schriftlich geführt wurden (vgl. Fritz Fellner). Der oftmals angeführte Ausschluss der Mittelmächte von den Verhandlungen ist also insofern zutreffend, als die entscheidende Vorkonferenz eine interne Konferenz der Alliierten war.
An dieser Konferenz nahmen 32 Staaten teil, wobei die Siegermächte Großbritannien, Frankreich, Italien und USA als Mitglieder eines „Rates der Vier“ die maßgeblichen Nationen waren. Die Verträge waren gegenüber früheren Friedensverträgen erheblich umfangreicher, regelten sie doch neben den für Friedensverträgen typischen Punkten wie Territorialfragen und Reparationspflichten beispielsweise auch die Gründung des Völkerbunds und der Internationalen Arbeitsorganisation (ILO), die noch heute besteht.
Die interalliierte Konferenz begann auf französisches Betreiben am 18. Januar, dem Jahrestag der deutschen Reichsgründung zu Versailles von 1871. In ebenjenem Spiegelsaal des Schlosses von Versailles, in dem der preußische König Wilhelm I. zum deutschen Kaiser proklamiert worden war, fand später auch die Vertragsunterzeichnung mit Deutschland statt. Die Konferenz lässt sich in zwei Teile gliedern, die durch eine Pause der Verhandlungen während eines Heimatbesuchs des US-Präsidenten Woodrow Wilson von Mitte Februar bis Mitte März entstanden. Wilson versuchte in den USA, Unterstützung für sein Völkerbund-Vorhaben zu gewinnen. Zu dieser Zeit reiste auch der britische Premier David Lloyd George nach Großbritannien, um innenpolitische Reformen auf den Weg zu bringen. Der französische Premier und Konferenzpräsident Georges Clemenceau wurde am 19. Februar von einem anarchistischen Attentäter angeschossen, konnte die Konferenz jedoch fortsetzen.
Im ersten Teil der Verhandlungen wurde die Satzung des Völkerbundes weitgehend in ihrer finalen Form von einer Kommission unter Leitung Wilsons erarbeitet. Wilson stützte sich dabei auf die Entwürfe des Südafrikaners Jan Christiaan Smuts und des Briten Robert Cecil. Ebenso wurde schon im ersten Teil weitgehende Einigkeit über die Verteilung der deutschen Kolonien in Form von Mandaten des Völkerbunds erzielt. Zudem wurden die strittigen Grenzfragen auf dem Balkan (mit Ausnahme der Grenzziehung zwischen Italien und Jugoslawien) in dieser Phase bearbeitet. Japans Vorschlag zur Rassengleichheit in die Satzung aufzunehmen, scheiterte am Widerstand der britischen Dominions und der USA.
Nach der Rückkehr Wilsons konzentrierten sich die Beratungen auf die Friedensbedingungen für Deutschland. Des Weiteren wurden Themen Ostmitteleuropas behandelt. Über die Gebietsgewinne Italiens kam es zum Eklat, als die italienische Regierung nicht ihren Anspruch auf das ihr im Londoner Vertrag von 1915 zugesicherte Dalmatien durchsetzen konnte und darüber im Juni stürzen sollte.
Am 18. April 1919 wurde der deutschen Delegation das Ergebnis der Konferenz bekanntgegeben. „Echten Verhandlungsspielraum“ fand sie nicht vor, „weil die Lösung der Interessengegensätze zwischen den Siegern alle Konzessionspotenziale ausgeschöpft hatte“.
Die Vorstellungen Wilsons aus seinem 14-Punkte-Programm, insbesondere das Selbstbestimmungsrecht der Völker, wurden – wie im Falle Südtirols – teilweise massiv missachtet. Große nationale Minderheiten in den neu entstandenen Nationalstaaten Osteuropas stellten eine schwere Belastung für die angestrebte Friedensordnung dar und zählen zu den mittelbaren Auslösern des Zweiten Weltkriegs. Auch mit seinen Vorstellungen über die Freiheit der Meere konnte Wilson sich nicht durchsetzen. Der US-Senat verweigerte daher die Ratifizierung der Verträge.

## Friedensvertrag von Versailles

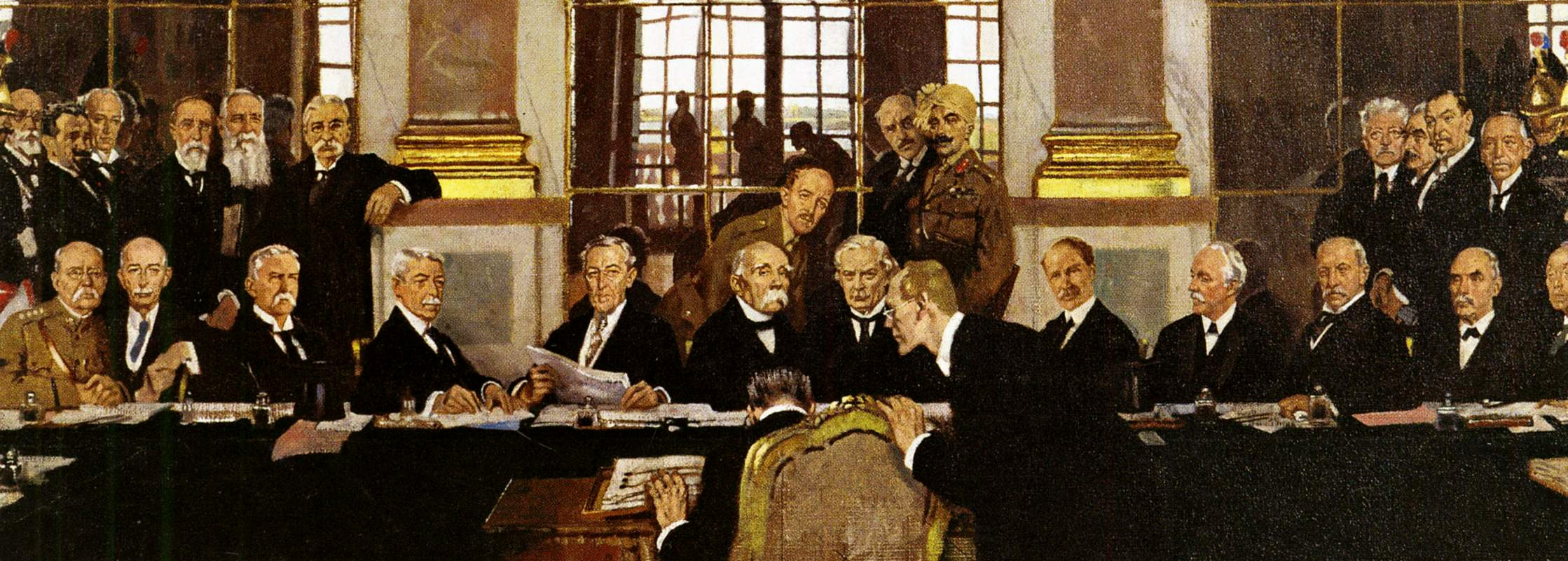
Ausschnitt aus William Orpens Gemälde The Signing of Peace in the Hall of Mirrors: Der deutsche Verkehrsminister Johannes Bell (Zentrum) unterzeichnet den Versailler Friedensvertrag, ihm gegenüber die Vertreter der Siegermächte.

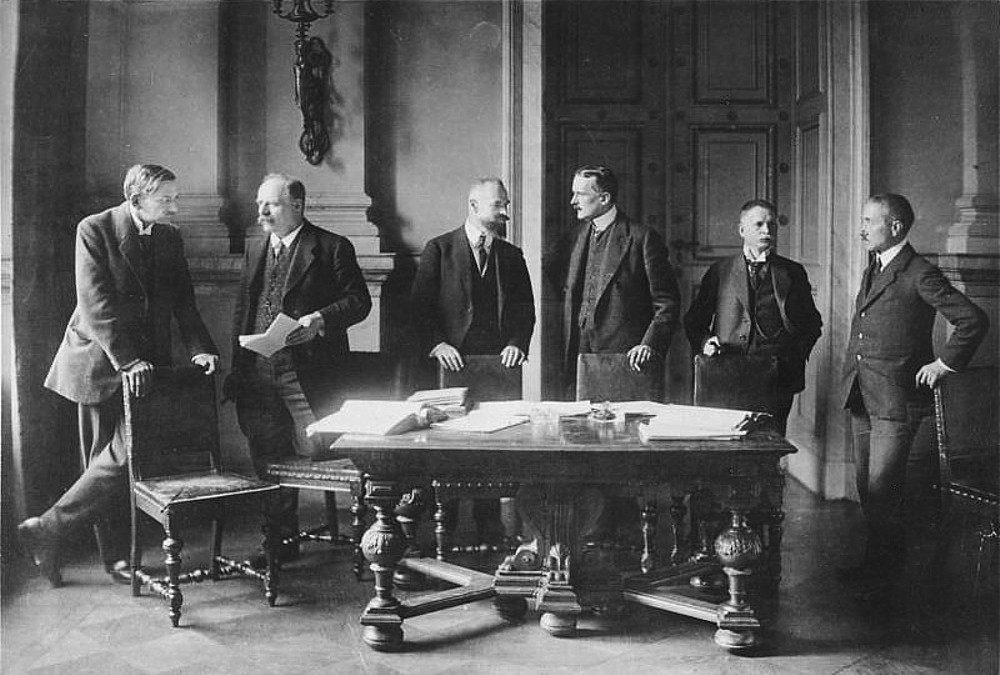
Deutsche Verhandlungsdelegation 1919 in Versailles (Walther Schücking, Johannes Giesberts, Otto Landsberg, Ulrich von Brockdorff-Rantzau, Robert Leinert, Carl Melchior)

Am 22. Juni 1919 kam es bei weiterhin andauernder Seeblockade und unter dem Druck eines militärischen Ultimatums der Alliierten zur Annahme des Friedensvertrags durch die Weimarer Nationalversammlung und am 28. Juni 1919 in Versailles zu seiner Unterzeichnung durch die deutsche Delegation.

### Territoriale Bestimmungen
Aufgrund der Bestimmungen des Vertrages von Versailles musste Deutschland das Reichsland Elsaß-Lothringen an Frankreich, die Provinz Posen (das historische Großpolen) und Westpreußen an Polen abtreten; das Memelland wurde unter französische Verwaltung gestellt und 1923 durch Litauen besetzt. Wahlen im Memelland erbrachten hohe Stimmenanteile (etwa 80 Prozent) für die deutschen Parteien. Zudem musste das so genannte Hultschiner Ländchen an die neu gegründete Tschechoslowakei abgetreten werden. Danzig wurde zur Freien Stadt unter Kontrolle des neu gegründeten Völkerbundes erklärt.
Volksabstimmungen waren vorgesehen in Eupen-Malmedy-St.Vith (nach Abstimmung unter ungleichen Bedingungen belgisch), in Nordschleswig mit Möglichkeit einer Teilung (im Ergebnis der nördliche Teil dänisch), in Oberschlesien mit Möglichkeit einer Teilung (im Ergebnis entsprach der bei Deutschland verbleibende Flächenanteil dem größeren deutschen Stimmenanteil bei der Abstimmung).
Das Saargebiet wurde für 15 Jahre der Verwaltung des Völkerbundes unterstellt, wobei Frankreich die Wirtschaftshoheit übernahm.
Die deutschen Kolonien wurden zu „Mandatsgebieten“ des Völkerbundes erklärt, die dessen Mitgliedern zur vorläufigen Verwaltung unterstellt wurden.

### Militärische Bestimmungen
Um den Anfang einer allgemeinen Beschränkung der Rüstungen aller Nationen zu ermöglichen, musste sich Deutschland verpflichten, nur noch über eine Berufsarmee mit einer maximalen Stärke von 115.000 Mann zu verfügen. Schwere Artillerie, Panzer und Flugzeuge waren verboten, ebenso schwere Einheiten und U-Boote für die Marine. Im Westen des Deutschen Reiches wurde eine entmilitarisierte Zone geschaffen, deren Grenze etwa 50 Kilometer östlich des Rheins verlief. Das Rheinland wurde von den Alliierten auf 15 Jahre besetzt. An den Grenzen des Deutschen Reiches wurden Zonen bestimmt, in denen keine Befestigungen errichtet oder verändert werden durften. Mehrere Flüsse wurden durch die Bestimmungen des Versailler Vertrags internationalisiert.

### Kriegsschuld und Reparationen
Zum ersten Mal in der Geschichte klärten die Sieger die Kriegsschuldfrage vertraglich, indem sie Deutschland und seine Verbündeten zwangen, im Artikel 231 des Vertrages die Alleinschuld am Krieg zu übernehmen. Dies führte zu jahrzehntelangen Diskussionen. Aus dem Artikel 231 leiteten die Alliierten ihren Anspruch auf Reparationen ab. Anfangs legten sie Reparationen in Höhe von 269 Milliarden Goldmark fest, die in 42 Jahresraten ausgezahlt werden sollten. Ein Teil war in Sachlieferungen zu leisten, die Forderungen und Regelungen zu den Reparationszahlungen wurden später abgemildert (siehe: Deutsche Reparationen nach dem Ersten Weltkrieg).

### Kritik
Die Bestimmungen des Versailler Vertrags reichten nicht aus, um die Großmachtstellung Deutschlands dauerhaft zu beseitigen. Trotzdem waren sie hart genug, um das Verhältnis Deutschlands zu den Alliierten schwer zu belasten. Der in weiten Teilen der deutschen Gesellschaft als aufdiktierter Frieden eingestufte Versailler Vertrag verhalf nationalistischen Kreisen im Reich zu einem starken Zulauf.
Der französische Marschall Foch kommentierte den Versailler Vertrag mit den Worten: „Das ist kein Frieden. Das ist ein zwanzigjähriger Waffenstillstand.“
Der Vertrag wurde von den USA nicht unterzeichnet. Sie schlossen am 25. August 1921 mit dem Berliner Vertrag einen Sonderfrieden mit dem Deutschen Reich, der einige der härtesten Bestimmungen ausklammerte.
Die Republik China forderte die Rückgabe des infolge der Einundzwanzig Forderungen erzwungenermaßen Japans Einfluss überlassenen Provinz Shandong mit dem deutschen Pachtgebiet Kiautschou. Laut Artikel 156 des Vertrages sollte jedoch Japan die Kolonie über das Gebiet behalten. Diese Entscheidung der Friedenskonferenz erzeugte große Unzufriedenheit und Enttäuschung in China und verursachten dort starke nationalistische und antijapanische Gefühle, die zur Bewegung des vierten Mai im Jahr 1919 führte. Die chinesische Delegation weigerten sich daher, den Friedensvertrag zu unterschreiben. Erst 1922 konnte Japan im Washingtoner Neun-Mächte-Vertrag gezwungen werden, Kiautschou an China zurückzugeben.

## Vertrag von Saint-Germain
Am 10. September 1919 wurde der Vertrag von Saint-Germain der Alliierten mit Österreich in St. Germain bei Paris unterzeichnet. Österreich musste Südtirol sowie das Gebiet um Triest an Italien abtreten. Hinzu kamen Gebietsabtretungen an das neu gegründete Jugoslawien. Die Beziehungen der Republik Österreich zu anderen Nachfolgestaaten der ehemaligen Habsburgermonarchie, unter anderem in Bezug auf Minderheitenschutz, wurden ebenfalls in diesem Vertrag geregelt, nachdem der Zerfall des Habsburgerreichs bereits im Jahr 1918 eingetreten war. Ein Anschluss an das Deutsche Reich wurde Österreich untersagt, zudem wurde eine Umbenennung des Staates in „Deutschösterreich“ verboten. Auch in Österreich wurde die Wehrpflicht verboten. Die maximale Stärke des österreichischen Heeres wurde bei 30.000 Soldaten angesetzt. Die USA schlossen 1921 mit der Republik Österreich Frieden.

## Vertrag von Neuilly-sur-Seine
Im Pariser Vorortvertrag von Neuilly mit Bulgarien, der am 27. November 1919 unterzeichnet wurde, begrenzte man die Stärke des bulgarischen Heeres auf 20.000 Soldaten. Bulgarien musste mehrere kleinere Gebiete im Westen an Jugoslawien abtreten. Außerdem fiel der bulgarisch beherrschte Teil Thrakiens an Griechenland.

## Vertrag von Trianon

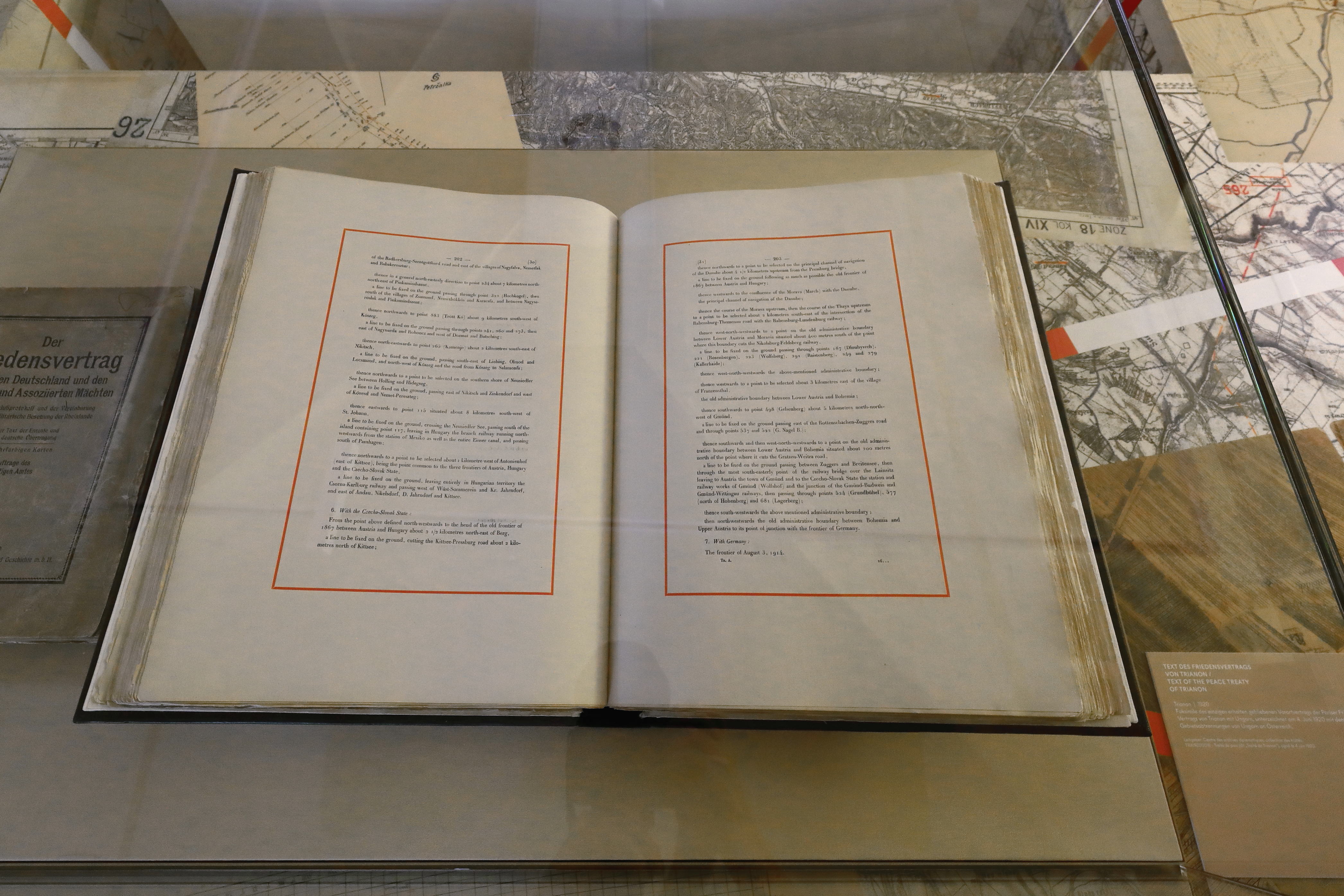
Faksimile des Vertrages von Trianon

Am 4. Juni 1920 wurde im Pariser Vorort Trianon der Vertrag von Trianon unterzeichnet. Die ungarischen Teile der Slowakei mussten an die Tschechoslowakei abgetreten werden, während Slawonien und der Banat an Jugoslawien fielen. Außerdem musste Ungarn das Burgenland an Österreich und Siebenbürgen an Rumänien abtreten. Das ungarische Berufsheer wurde auf 35.000 Soldaten begrenzt.

## Vertrag von Sèvres
Die letzten „Pariser Vorortverträge“ wurden am 10. August 1920 in Sèvres unterzeichnet. Im wichtigsten dieser Verträge, dem Vertrag mit dem Osmanischen Reich, wurde die Internationalisierung der türkischen Meerengen festgelegt. Die Türkei musste Ostthrakien und die Stadt Smyrna mitsamt Umgebung an Griechenland abtreten, sowie sämtliche unter türkischer Kontrolle befindliche Ägäis-Inseln bis auf die Dodekanes, die an Italien fiel. Kilikien und Syrien gerieten unter französische Kontrolle, während Zypern, Ägypten, Palästina und der Irak unter britische Verwaltung kamen. Kurdistan wurde der Autonomiestatus zugesprochen, während Armenien unabhängig wurde. Die türkische Heeresstärke wurde auf 50.000 Soldaten begrenzt. Der Vertrag von Sèvres wurde von der türkischen Nationalversammlung nicht bestätigt. Es kam zu kriegerischen Auseinandersetzungen mit Griechenland, die bis 1922 zur Räumung Ost-Thrakiens und Smyrnas durch die Griechen führten. 1921 wurde der Abzug der Franzosen aus Kilikien vertraglich herbeigeführt, während Armenien zwischen der Sowjetunion und der Türkei aufgeteilt wurde. In der Folgezeit wurden Tausende Armenier Opfer von Verfolgungen durch die Türken. Im Vertrag von Lausanne wurden am 24. Juli 1923 die türkischen Gebietserwerbungen bestätigt, zudem verzichteten die Alliierten auf Reparationsforderungen (siehe dazu auch: Kriegsfolgen des Ersten Weltkrieges und Pariser Vorortverträge).
Auf dieser Konferenz wurde auch das Faisal-Weizmann-Abkommen zwischen der Zionistischen Weltorganisation und Emir Faisal I., dem präsumtiven König von Syrien (später des Iraks), geschlossen, das aber anschließend nicht in Kraft trat.